# ليلة في الخارج (مسرحية)
ليلة في الخارج (بالإنجليزية: A night Out)‏ هي مسرحيه كتبتها هارلود بنتر في عام 1959.
يعيش البرت ستوكس وهو شاب في آخر العشرينات من عمره، وحيد مع أُمه التي تعاني من اضطراب عاطفي. ويعمل في مكتب، بعدما ما اتهم زوراً بالتحرش بفتاة في حفلة مكتب. يتمشى البرت ستوكس في الطرقات حتى يلتقي بفتاة دعته إلى شَقَّتها فأهنها ألبرت ثم رجع إلى بيت أمه.
أول أداء للمسرحية كان في برنامج بي بي سي الثالث في 1 مارس 1960 مع زميله في المدرسة التمثيلية وصديقه باري فوستر بدور ألبرت ستوكس، وهارولد بينتر في دور سيلي، وفيفيان ميرشانت، الزوجة الأولى لبينتر كفتاة. وبعد شهر عرضت على التلفاز في 24 أبريل بعام 1960 وكانت أولى نجاحات بينتر في ذلك الوقت، وقد شاهدها 6 مملاين عائلة وتعتبر في ذلك الوقت رقم قياسي في الدراما التلفزيونية.
بعض تفاصيل إنتاج المسرحية:
- المدير فيليب سافيل
- المنتج سيدني نيومان
- المصمم أشتون جورتون

طاقم الممثلين
- البرت ستكوكس توم بيل
- السيدة ستوكس -مادج رايان
- هارولد بينتر (بدور ديفيد بارون) - سيلي
- الفتاه فيفان ميرشانت
- السيد كينغ- آرثر لوي
- جيدني- ستانلي ميدوز

## روابط خارجية
- A Night Out at haroldpinter.org
- أيضاًهذا موجز كامل Screenonline on ABC production of 'A Night Out'
- IMDb و A Night Out